# 1964 год в телевидении
Список 1964 год в телевидении описывает события в мире телевидения, произошедшие в 1964 году.

## События
- 30 марта - вышла первая передача "Jeopardy!"
- 20 апреля — запуск британского телеканала BBC Two.
- 22 апреля — состоялась торжественная закладка нового ТТЦ «Останкино».
- 1 сентября — вышла детская передача Спокойной ночи, малыши.
- 13 октября — вместо Михаила Харламова Государственный комитет по телевидению и радиовещанию возглавил Николай Месяцев.

## Родились
- 20 февраля — Александр Гордон, ТВ-ведущий, актёр и режиссёр.
- 25 мая — Александр Гуревич, ТВ-ведущий (Устами младенца, Сто к одному, Добро пожаловать, Погоня) и продюсер.
- 28 мая — Андрей Сергиенко, ТВ-знаток (Своя игра) и банковский служащий[1].
- 20 августа — Сергей Заграевский, ТВ-знаток (Своя игра), художник и искусствовед (ум. в 2020).
- 2 октября — Евгений Сидихин, ТВ-ведущий и актёр.
- 5 октября — Андрей Абрамов, ТВ-знаток (Своя игра) и литературный редактор[2].